# Moteur supercarré
 (août 2012).
Si vous disposez d'ouvrages ou d'articles de référence ou si vous connaissez des sites web de qualité traitant du thème abordé ici, merci de compléter l'article en donnant les références utiles à sa vérifiabilité et en les liant à la section « Notes et références ».
Un moteur supercarré est un moteur à pistons dont la cylindrée unitaire résulte d'un alésage supérieur à la course.

De façon analogue, un moteur dont l'alésage et la course sont de dimensions identiques est appelé moteur carré tandis qu'un moteur dont l'alésage est inférieur à la course est appelé moteur à longue course.

## Caractéristiques

Courses courte, de moteur carré, et longue.

Le piston d'un moteur supercarré atteint une vitesse linéaire moindre qu'un moteur à longue course. Il est donc moins susceptible de se détruire dans les régimes élevés souvent nécessaires à l'obtention d'une puissance supérieure.
En pratique, l'alésage ne dépasse généralement pas la course de plus de 50 %. Cette règle souffre d'une exception avec les pistons ovales (technologie Honda) de son modèle 750 NR. Dans ce cas, on augmente très substantiellement la largeur du piston, en le dotant de deux bielles côte à côte, ce qui assure la stabilité latérale du piston, tandis qu'on n'augmente pas l'autre dimension du piston. Cette technologie permet d'assurer des régimes particulièrement élevés ; le facteur limitant rencontré par Honda était la rupture des ressorts de soupapes à très haut régime.